# Spegazzinia xanthorrhoeae
Spegazzinia xanthorrhoeae är en svampart som beskrevs av Subram. 1988. Spegazzinia xanthorrhoeae ingår i släktet Spegazzinia, divisionen sporsäcksvampar och riket svampar.   Inga underarter finns listade i Catalogue of Life.